# ركيم كريسماس
ركيم كريسماس (بالإنجليزية: Rakeem Christmas)‏ مواليد 1 ديسمبر 1991 في نيوجيرسي، هو لاعب كرة سلة أمريكي. بدأ مسيرته الاحترافية في سنة 2015. تم اختياره من قبل فريق مينيسوتا تمبر ولفز خلال الدرافت. يلعب مع إنديانا بايسرز في الرابطة الوطنية لكرة السلة كلاعب وسط. يحمل الرقم 25. يبلغ طوله 6 قدم 9 بوصة (2.1 م).

## إحصائيات المسيرة

### الموسم الاعتيادي
| السنة   | الفريق         | لعب | بدأ | دقيقة | ميداني% | ثلاثية | حرة  | ارتداد | صنع | استلاب | تصدي | نقطة |
| ------- | -------------- | --- | --- | ----- | ------- | ------ | ---- | ------ | --- | ------ | ---- | ---- |
| 2015–16 | إنديانا بايسرز | 1   | 0   | 6.0   | 1.000   | .000   | .000 | 1.0    | .0  | .0     | .0   | 4.0  |
| المسيرة | المسيرة        | 1   | 0   | 6.0   | 1.000   | .000   | .000 | 1.0    | .0  | .0     | .0   | 4.0  |

## روابط خارجية
- ركيم كريسماس على موقع إن بي أي (الإنجليزية)
- ركيم كريسماس على موقع دوري السوبر التايواني لكرة السلة (الصينية)
- ركيم كريسماس على موقع سبورتس رفرنس (الإنجليزية)
- ركيم كريسماس على موقع كرة السلة الأوروبية.كوم (الإنجليزية)
- ركيم كريسماس على موقع كلية كرة السلة في سبورتس رفرنس.كوم (الإنجليزية)
- ركيم كريسماس على موقع ريلجم (الإنجليزية)
- ركيم كريسماس على موقع بروبوليرز (الإنجليزية)
- ركيم كريسماس على موقع سبورتس رفرنس (الإنجليزية)
- ركيم كريسماس على موقع سبورتس رفرنس (الإنجليزية)